# Янув (Зволенський повіт)
Янув (пол. Janów) — село в Польщі, у гміні Тчув Зволенського повіту Мазовецького воєводства.
Населення — 483 особи (2011).
У 1975-1998 роках село належало до Радомського воєводства.

## Демографія
Демографічна структура станом на 31 березня 2011 року:
|          | Загалом | Допрацездатний вік | Працездатний вік | Постпрацездатний вік |
| -------- | ------- | ------------------ | ---------------- | -------------------- |
| Чоловіки | 250     | 53                 | 175              | 22                   |
| Жінки    | 233     | 55                 | 128              | 50                   |
| Разом    | 483     | 108                | 303              | 72                   |